# Empis varzobiensis
Empis varzobiensis är en tvåvingeart som beskrevs av Igor Shamshev 2006. Empis varzobiensis ingår i släktet Empis och familjen dansflugor. Inga underarter finns listade i Catalogue of Life.